# 야주
야주(Yazoo) 또는 야즈(Yaz)는 빈스 클라크와 앨리슨 모예로 이루어진 영국의 뉴 웨이브, 신스팝 듀오이다. 1982년 영국에서 결성되었다. 1982년 데뷔앨범 Upstairs At Eric's를 발표하여 싱글 <Don't Go>가 유럽 차트 정상을 차지하면서 화려하게 팝계에 등장하였다. 또한 그해에 유럽 최우수 여성 보컬리스트로 앨리슨 모예가 선정되는 영광을 안았다.   이후 미국에서 <Situation>이 빌보드 차트에 랭크되는 히트를 거두며, 유럽 최고의 일렉트로닉 팝 그룹으로 명성을 얻게 되었다. 1983년에 두 번째 앨범 You ＆ Me Both를 발표한 뒤 해체되었다. 그 후 앨리슨 모예는 솔로 활동을 펼쳤고, 빈스 클라크는 그룹 이레이저를 결성하였다.